# 斯洛伐克民族黨
斯洛伐克民族黨（縮寫为SNS）是斯洛伐克民族主義與保守主義政黨。民族黨成立於天鵝絨革命之後，目前斯洛伐克第二長历史的政黨。該黨主張其存在是延續過去的斯洛伐克民族黨。該黨在天鵝絨分離後的主要議題為「收復故土主義」的危險。任何讓斯洛伐克少數民族取得更廣泛權利的行動或改變，特別是相當大的匈牙利族，都被視為是獲取領土自治的動作。
1990年至2020年期間，民族黨一直在國民議會佔有議席，只有2002年和2012年兩屆是例外。
2006年至2010年期間成為執政聯盟一員。2006年他們與羅伯特·菲佐的方向—社會民主黨組成執政聯盟，導致方向—社會民主黨遭到歐洲社會黨停權。歐洲社會黨認為斯洛伐克民族黨是「煽動或企圖挑起種族或民族偏見與種族仇恨的政黨」。然而，2008年方向—社會民主党向欧洲社會党保证对联合政府的主導权后（如同2000年時奧地利自由黨加入联合政府，執政奧地利人民黨向欧洲人民党保证对联合政府的主導权），社會黨停止處分。
2012年斯洛伐克國會選舉，民族黨未能跨越百分之五門檻，失去所有席次。
2016年斯洛伐克國會選舉該黨得票8.6%獲得15席，其後再次加入联合政府。

## 歷史
民族黨成立於1989年12月，自認是歷史上斯洛伐克民族黨的意識形態繼承者。該黨宣布三大支柱：基督教、民族主義和社會主義。民族黨所參與的最大事件之一是1993年1月1日斯洛伐克的獨立。民族黨在1990年至2002年、2006年至2012年、2016年至2020年都是議會政黨。他們也曾進入執政聯盟。
分裂自民族黨的真斯洛伐克民族黨（Pravá slovenská národná strana, PSNS）在2001年至2005年活動。2005年起，另一個也由前民族黨成員成立的聯合斯洛伐克民族黨（Zjednotená slovenská národná strana, ZSNS）開始活動。2006年2月，真斯洛伐克民族黨更名為斯洛伐克民族聯盟－斯洛伐克相互關係（Slovenská národná koalícia – Slovenská vzájomnosť）。
2008年，1億2千萬歐元的歐盟補助金，由與民族黨黨魁揚·斯洛塔關係密切的財團得標。招標公告只貼在民族黨掌控的部會一個上鎖房間內五天，造成單一競標。因這件醜聞，負責此案的民族黨部長下台，歐洲委員會開始介入。 2009年，民族黨提出法案，對墮胎設立規範。

### 選舉結果
- 1990年：13.94%，22席
- 1992年： 7.93%，15席
- 1994年： 5.4%，9席
- 1998年： 9.07%，14席
- 2002年： 3.65% for PSNS, 3.32% for SNS
- 2006年：11.6%，20席
- 2010年： 5.08%，9席
- 2012年： 4.55%，0席
- 2016年： 8.6%，15席
- 2020年： 3.2%，0席

2006年斯洛伐克議會選舉，民族黨獲得11.6%的票數，拿下20席。
2009年歐洲議會選舉，該黨以5.6%突破門檻，拿下1席。
2010年斯洛伐克議會選舉，該黨得票率滑落至5.08%，失去11席，因此無法與方向—社會民主黨繼續組成執政聯盟。

## 爭議
2008年4月，該黨官方網站論壇上發布一張地圖，匈牙利領土在圖中遭到斯洛伐克與奧地利瓜分。在引起媒體注意後，地圖很快就被移除，民族黨拒絕承擔責任，表示地圖是被貼在論壇的自由登入區塊。黨魁揚·斯洛塔（Ján Slota）極具爭議，他常遭批評過於傲慢、民族主義和極端主義。《The Slovak Spectator]》指出多數媒體關注斯洛塔是因為「其言論不只跨越了政治界線，也超越人類情理的限度。」記載斯洛塔縱火、汽車竊盜、攻擊等犯罪紀錄的文件，在斯洛伐克主要民營電視台Markíza中公布，導致「Markíza v Slota」的法院案件。在法院訴訟過程中，斯洛塔承認部分罪行，甚至表示他對於攻擊和毆打匈牙利族感到驕傲：「我對於給匈牙利族一個黑眼圈感到自豪。」另一個攻擊事件是民族黨議員安娜·別洛烏索娃（Anna Belousovová）攻擊自由與團結黨議員伊戈尔·马托维奇（Igor Matovič）。別洛烏索娃賞馬托維奇耳光，表示不喜歡他所寫的文章。

## 對種族主義和種族歧視的指控
極端民族主義的斯洛伐克民族黨以對羅姆人和匈牙利族的煽動性言論而知名。歐洲社會黨認為他們是「煽動或企圖挑起種族或民族偏見與種族仇恨的政黨」。黨魁揚·斯洛塔被地球時報（Earthtimes）稱為「激起反匈牙利族情緒的仇外政治人物」，他曾表示安置羅姆人的最佳政策是「小院子裡的一條長鞭」。他曾說「我們將坐在我們的坦克理摧毀布達佩斯」，並質疑同性戀者是否為正常人。斯洛塔表示「匈牙利族是斯洛伐克國家裡的癌症」。斯洛塔稱法西斯領袖約瑟夫·蒂索是「斯洛伐克民族最優秀的子民之一」。2000年2月17日，在斯洛塔擔任日利納市長期間，41名議員中有40名投票贊成以牌匾表彰提索。表彰提索具有爭議性，因為他不僅事法西斯領袖，同時是納粹合作者與戰犯。之後，民族黨曾要求副總理職位，掌管人權與少數民族。該黨最後沒有獲得該職位。

## 法西斯主義的指控
斯洛伐克民族黨被指為法西斯主義政黨。這些指控部分是因為黨員的各樣表述，民族黨「曾參與戰時法西斯政權首腦、負責驅逐猶太人到死亡集中營的约瑟夫·蒂索復權運動」也可能是原因之一。一次明確的指控是2006年，匈牙利族聯盟黨（Party of the Hungarian Coalition）政治家米克洛斯·杜雷（Miklós Duray）在Inforadio現場專訪時表示民族黨是「法西斯政黨」。杜雷在提到2006年方向—社會民主黨、民族黨、人民黨三黨執政聯盟表示「三分之一的斯洛伐克政府是來自斯洛塔的法西斯政黨」。民族黨要求經濟賠償，指控該言論損害其票源、形象和名譽。斯洛伐克最高法院最終裁定民族黨無法獲得賠償。民族黨黨魁揚·斯洛塔譴責斯洛伐克最高法院作出這一決定。

## 外部連結
- （斯洛伐克文） 官方網站 （页面存档备份，存于）